# Quickstep
 Ikke at forveksle med Quick Step.
Quickstep (engelsk for "hurtigtrin") er en hurtig selskabsdans i 4/4-takt.
Dansen opstod i kølvandet på charleston, som blev meget populær i midten af 1920'erne. Den bygger hovedsagligt på foxtrot iblandet nogle elemtenter fra charleston og gik i begyndelsen under betegnelsen Q.T.F.T. and C., som står for Quick Time Fox Trot and Charleston.
Quickstep er nu en international standardsportsdans, der danses i et nominelt tempo på 50 takter i minuttet.
| Dans | Spire Denne artikel om dans eller danseudtryk er en spire som bør udbygges. Du er velkommen til at hjælpe Wikipedia ved at udvide den. |